# Por una mujer
Por una Mujer es el tercer álbum de estudio de Julio Iglesias, lanzado al mercado en 1972, con la canción éxito Un canto a Galicia, en algunas naciones se editó bajo el nombre, Por Una Mujer y en otros como Río Rebelde, o Como El Álamo Al Camino, con diferencia en el orden de las pistas.'

## Lista de canciones
|     | Título                    | Escritor(es)                     | Duración |  |
| 1.  | «Un Canto a Galicia»      | Julio Iglesias                   | 4:14     |  |
| 2.  | «Hombre Solitario»        | Julio Iglesias · Roger Whittaker | 2:28     |  |
| 3.  | «A veces llegan cartas»   | Manuel Alejandro · Ana Magdalena | 3:07     |  |
| 4.  | «Río Rebelde»             | Cholo Aguirre · R.Uballes        | 2:25     |  |
| 5.  | «Si volvieras otra vez»   | Julio Iglesias                   | 3:35     |  |
| 6.  | «Por una mujer»           | Julio Iglesias                   | 4:53     |  |
| 7.  | «No soy de aquí»          | Facundo Cabral                   | 3:43     |  |
| 8.  | «En un rincón del Desván» | Julio Iglesias                   | 4:27     |  |
| 9.  | «Sweet Caroline»          | Neil Diamond                     | 3:34     |  |
| 10. | «Como el Álamo al Camino» | Julio Iglesias                   | 3:44     |  |